# Emilio Botín

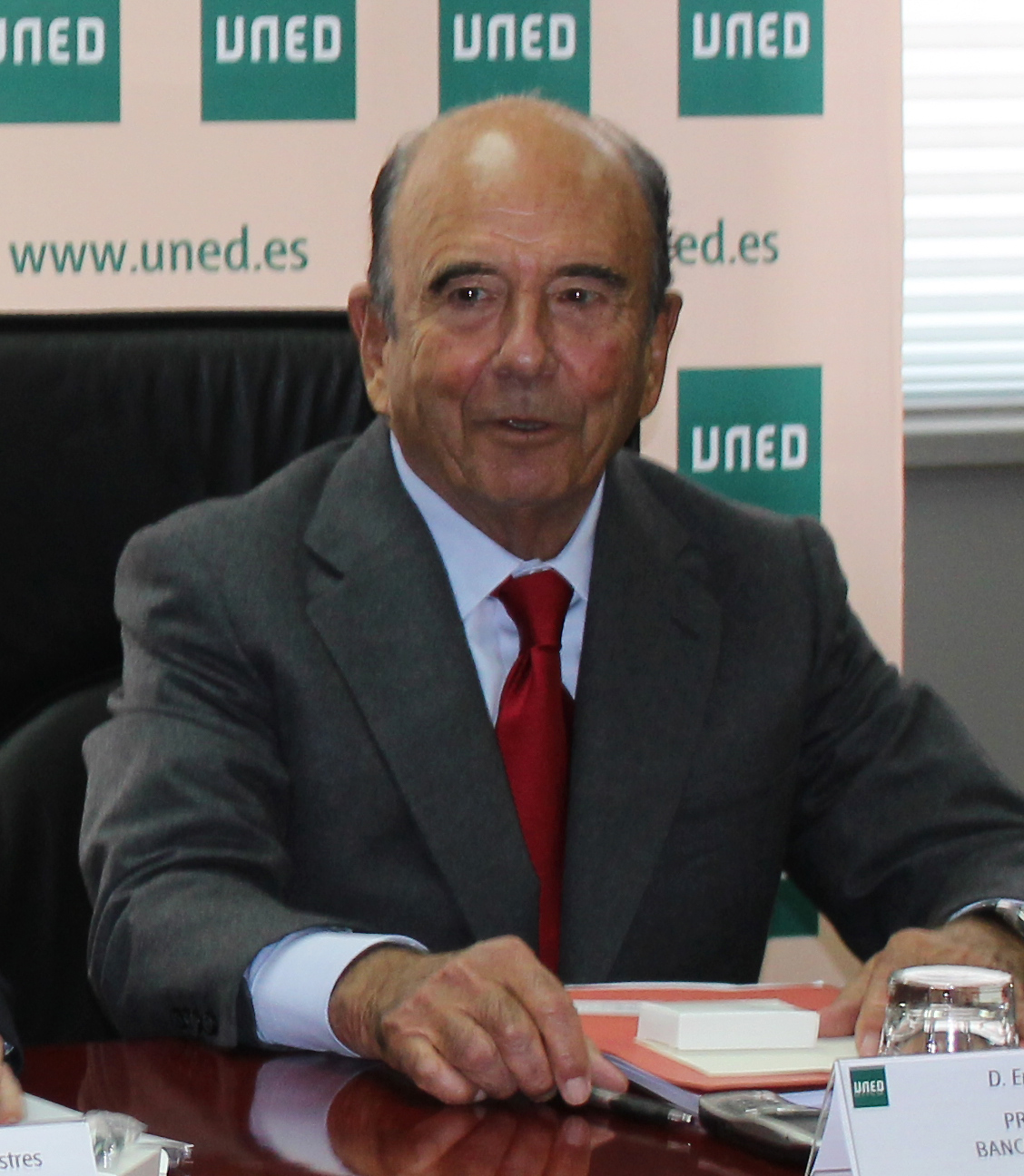
Emilio Botín (2010)

Emilio Botín-Sanz de Sautuola García de los Ríos (* 1. Oktober 1934 in Santander, Kantabrien; † 9. September 2014 in Madrid) war ein spanischer Bankier.

## Leben
Emilio Botín war in dritter Generation Präsident der Banco Santander, Nachfolger seines Vaters und seines Großvaters, die beide ebenfalls Emilio Botín hießen. Sein Urgroßvater gehörte 1857 zu den neun Gründungsmitgliedern der Bank. Unter der Führung des dritten Emilio Botín stieg Banco Santander zum führenden europäischen Geldinstitut auf.
Botín wurde von Jesuiten erzogen und studierte Rechtswissenschaften an der Universidad de Deusto in Bilbao. Mit 24 Jahren trat er in die vom Vater geführte Bank ein; im Alter von 30 Jahren wurde er zum Generaldirektor befördert. 1986 übernahm er das Präsidentenamt von seinem Vater.
Das spanische Bankwesen war bis zu seinem Amtsantritt durch kartellartige Strukturen gekennzeichnet. Die führenden Vertreter der spanischen Bankhäuser trafen sich regelmäßig zum Mittagessen in Madrid. Die Konditionen, die sie ihren Kunden gewährten, unterschieden sich nur wenig voneinander. Botín kündigte diese regelmäßigen Treffen auf. Stattdessen bot er seinen Kunden deutlich höhere Guthabenzinsen und deutlich geringere Darlehenszinsen als seine Konkurrenten an – und erreichte damit, dass seine Bank zu Lasten ihrer Wettbewerber wuchs. 1993 konnte Banco Santander die in wirtschaftliche Schwierigkeiten geratene Großbank Banesto übernehmen. 1999 folgte die Fusion mit Banco Central Hispano (BCH), vorgeblich eine Fusion unter Gleichen. Das fusionierte Unternehmen firmierte unter Banco Santander Central Hispano. Botín drängte jedoch die beiden Direktoren der BCH aus dem Amt, was zu langwierigen rechtlichen Auseinandersetzungen führte. Seit 13. August 2007 firmiert das Unternehmen wieder unter Banco Santander.
Nachdem Banco Santander zur führenden spanischen Bank aufgestiegen war, folgte eine Politik offensiver Expansion ins Ausland, zum einen durch Gründung von Tochterunternehmen auf der ganzen Welt, mit Schwerpunkt in Europa und Südamerika, zum anderen durch Übernahme von Geldinstituten oder den Erwerb von Beteiligungen. 2008 gehörte Banco Santander zu den zehn weltweit größten Bankunternehmen.
Emilio Botín geriet im Rahmen des Swiss-Leaks-Skandal in die Schlagzeilen. Neben Angehörigen von Königshäusern aus dem Nahen Osten, Syriens Machthaber Baschar al-Assad, Chinas ehemaliger Premier Li Peng, Stars wie David Bowie, Sportler wie Fernando Alonso stand auch sein Name auf einer Liste mutmaßlicher Steuerbetrüger die Hervé Falciani den Behörden übergab. Er galt als öffentlichkeitsscheu, unterhielt jedoch gute Kontakte zum ehemaligen spanischen Ministerpräsidenten José Zapatero und dessen Wirtschaftsminister Pedro Solbes, die es – laut Le Monde – ihm verdankten, dass sie die Festigkeit des spanischen Bankwesens rühmen konnten. Le Monde hob hervor, dass Botín bei aller Risikofreude die Vorsicht zu seinem Leitprinzip gemacht habe. Seine Aussage, dass sein Unternehmen besser als die Konkurrenz gewappnet sei, die Finanzkrise vom Oktober 2008 zu überstehen, sei keine Prahlerei.
Mit der Übernahme einer Reihe von britischen Finanzhäusern seit 2004 wurde Botín im angelsächsischen Sprachraum bekannt. Auf YouTube kursieren einige Videos, die sich an der stark spanisch gefärbten Aussprache von Don Emilio im Englischen schadlos halten.
Emilio Botín war verheiratet mit Marquesa Paloma de O’Shea, einer baskischen Adligen irischen Ursprungs. Die Familie, die ein großes, schlossartiges Anwesen in Madrid bewohnt, hat sechs Kinder. Das Privatvermögen der Familie wurde 2009 auf über eine Milliarde US-Dollar geschätzt und befindet sich damit unter den tausend höchsten Vermögen weltweit. 
Emilio Botín starb am 9. September 2014 an einem Herzinfarkt. Seine älteste Tochter Ana Patricia Botín, zuvor Vorstandsvorsitzende von Santander UK, wurde seine Nachfolgerin als Präsident der Santander-Gruppe.